# Provincia di al-Qasim
La provincia di al-Qaṣīm (in arabo القصيم‎?) è una provincia dell'Arabia Saudita, collocata nel centro del Paese. 
Ha una superficie di 65.000 km² e una popolazione di 933.100 abitanti (1999). Il suo capoluogo è Burayda. Burayda è uno dei più grandi produttori di datteri del mondo; ogni anno si celebra in settembre una cerimonia per la stagione dei datteri. C'è anche un grande mercato di dromedari. 
Altre città della provincia sono 'Unayza, Al-Rass e Albadaya, tutte comunità agricole.

## Elenco dei governatori
- Abd Allah bin Jiluwi (.... - ....)
- Musaid bin Abd al-Aziz bin Jalawi Al Sa'ud (.... - ....)
- Turki I bin Abd al-Aziz Al Sa'ud (.... - ....)
- Mishari bin Jalawi bin Turki Al Sa'ud (.... - ....)
- Abd Allah bin Faysal Al-Sa'ud Al-Farhan  (.... - ....)
- Abd Allah bin Abd al-Aziz bin Musa'ed bin Jiluwi Al Sa'ud (.... - ....)
- Mohammed bin Abd Allah Albatall (.... - ....)
- Sa'ud bin Nasser bin Hathloul Thunayan Al Sa'ud (.... - ....)
- Fahad bin Mohammad bin Abdul Rahman bin Faysal Al Sa'ud (.... - ....)
- 'Abd al-Ilah bin 'Abd al-'Aziz Al Sa'ud (marzo 1982 - marzo 1992)
- Fayṣal bin Bandar Āl Saʿūd (maggio 1992 - 29 gennaio 2015)
- Faysal bin Mish'al bin Sa'ud bin Abd al-Aziz Al Sa'ud, dal 29 gennaio 2015

## Elenco dei vice governatori
- Muhammad bin Sa'd Al Sa'ud (1984 - 1992)

...
- Abd al-Aziz bin Majid Al Sa'ud (30 dicembre 2000 - 22 ottobre 2005)
- Faysal bin Mish'al bin Sa'ud bin Abd al-Aziz Al Sa'ud (22 ottobre 2005 - 29 gennaio 2015)
- Fahad bin Turki Al Sa'ud, dal 22 aprile 2017